# تورهال
تورهال هي مدينة ومقاطعة من مقاطعة توكات في منطقة البحر الأسود في تركيا. تقع تورهال على سهل خصب مجزأ من نهر يسيل إرماك. يبلغ ارتفاعها حوالي 530 م. تشتهر المدينة بمصنع معالجة بنجر السكر الذي أنشئ في عام 1934 كمشروع مهم للجمهورية التركية الفتية.